# Gyllebo (westelijk deel)
Gyllebo (westelijk deel) (Zweeds: Gyllebo (västra delen)) is een småort in de gemeente Simrishamn in het landschap Skåne en de provincie Skåne län in Zweden. Het småort heeft een inwoneraantal van 69 (2005) en een oppervlakte van 63 hectare. Eigenlijk bestaat het småort uit het westelijke deel van de plaats Gyllebo. Het småort wordt omringd door zowel landbouwgrond als bos en ligt vlak aan het meer Gyllebosjön, aan dit meer is vlak bij het småort een vogelreservaat te vinden. Ook is dicht bij het småort het kasteel en de burchtruïne Gyllebo slott te vinden. De plaats Simrishamn ligt zo'n vijftien kilometer ten zuidoosten van Gyllebo (westelijk deel).